# Peter Schneider
Peter Schneider (Viena, 26 de març de 1939) és un director d'orquestra austríac especialitzat en el repertori operístic alemany, destacant en les òperes de Richard Wagner.

## Biografia i carrera
Integrant dels Petits Cantors de Viena en la seva infància, va cursar estudis de composició i direcció a l'Acadèmia de la Música de Viena, els primers sota la direcció de Karl Schiske i els segons, amb Hans Swarowsky.
Va iniciar la seva carrera amb vint anys, com a correpetidor en el Landestheater de Salzburg. Entre 1961 i 1968 va ser Kapellmeister del Stadttheater de Heidelberg, passant després a convertir-se en Primer Kapellmeister de la Deutsche Oper am Rhein de Düsseldorf-Duisburg. Entre 1978 i 1985 va ser el director de la Filharmònica de Bremen. Entre 1985 i 1993 va ser Director Musical General del Nationaltheater de Mannheim. El 1992 va succeir a Wolfgang Sawallisch com a director musical general de l'Òpera Estatal de Baviera (Múnic), càrrec que va exercir fins al 1998.
En 2004 va ser nomenat director musical honorari de l'Òpera Estatal de Viena.
Peter Schneider és un director habitual en els principals teatres d'òpera centreeuropeus: Òpera Alemanya de Berlín, Òpera Estatal de Viena, Semperoper de Dresden i Òpera de Zurich. També ha dirigit en el Metropolitan Opera House de Nova York, en l'Òpera de San Francisco i a Tòquio.
Va debutar al Festival de Bayreuth el 1981, ocupant-se de la reposició de la producció d'Harry Kupfer de Der fliegende Holländer aquest any i el següent. El 1984 va prendre el relleu de Georg Solti al capdavant de la producció de l'Anell del Nibelungo de Peter Hall, que va estar en cartell fins al 1986. L'any següent la direcció de la nova producció de Lohengrin, deguda al cineasta alemany Werner Herzog i que va estar en cartell amb gran èxit fins al 1993, dirigint totes les funcions. El 1994, 1998 i 1999 es va ocupar de la reposició de la producció de Der fliegende Holländer deguda a Dieter Dorn. Va tornar el 2005 per fer-se càrrec de la reposició de la producció de Keith Warner de Lohengrin. Del 2006 al 2012 va dirigir Tristany i Isolda en la producció de Christoph Marthaler.
En el Festival de Salzburg ha dirigit Don Giovanni, La flauta màgica i Der Rosenkavalier.
A Barcelona és de destacar, en el Gran Teatre del Liceu, Jenůfa el 2005 i Tristany i Isolda en versió de concert al setembre de 2012 amb l'Orquestra del Festival de Bayreuth, en el context dels òperes ofertes pels solistes, cor i orquestra del Festival a la ciutat comtal que van inaugurar la temporada 2012/2013 amb motiu del bicentenari del naixement de Wagner.

## Premis i condecoracions
- Creu d'Honor d'Àustria per a la Ciència i l'Art, primera classe (1997)[1]
- Ordre al Mèrit Bavarès
- Director Honorari de l'Òpera Estatal de Viena (2004)
- Guardonat per la Fundació de la Semperoper de Dresden (2008)
- Gran Insígnia d'Honor de Serveis a la República d'Àustria (2009)[2]
- Quatre vegades premiat com a millor director de l'any pel Gran Teatre del Liceu de Barcelona.

## Discografia
- Dvorak: Rusalka, Deutsche Oper am Rhein, 1975
- Killmayer: Yolimba, Orquestra Simfònica de la Ràdio de Múnic, 1991
- Wagner: Lohengrin, Festival de Bayreuth, 1990 (DVD)
- Suk: Simfonia Asrael, Orquestra Filharmònica de Montpeller, 2000
- Janáček: Jenůfa, Liceu de Barcelona, 2005 (DVD)
- Wagner: Tristán i Isolda, Festival de Bayreuth, 2009 (DVD)
- Graciones de recitals amb Edda Moser, Hildegard Behrens, Lioba Braun (2005) i Ben Heppner (2006)